# Danmarks Nationalsocialistiske Bevægelse
Danmarks Nationalsocialistiske Bevægelse (DNSB) är Danmarks ledande  nazistparti. Partiledare är Esben Kristensen.